# Astron (Schiff, 1957)
Koordinaten: 18° 43′ 51″ N, 68° 27′ 14″ W
Die Astron war ein Dampf-Tankschiff, das im April 1978 bei Bávaro, Punta Cana, auf Grund lief und seitdem als Touristenattraktion und Fotomotiv bekannt ist.

## Geschichte und Charakteristika
Der Tanker wurde als Dampfschiff im Jahr 1957 auf der französischen Werft Chantiers de l’Atlantique in Saint-Nazaire unter dem Namen Esmeralda fertiggestellt und an die ebenfalls französische Reederei Compagnie Auxiliaire de Navigation abgeliefert. Das Schiff hatte 33 Tankkammern mit einem Gesamtvolumen von 58.326 m³ und zwei bordeigene Ladebäume. Zum Bauzeitpunkt war die Esmeralda das größte unter französischer Flagge fahrende Tankschiff. Im Jahr 1972 wurde das Schiff an die Reederei Pontiac Shipping Co. Ltd. verkauft und in Bonnie umbenannt. Im Jahr 1976 wurde das Schiff in Astron umbenannt und nach Panama umgeflaggt.

## Havarie und Verbleib
Am 7. April 1978 befand sich die Astron auf einer Leerfahrt von Boston nach Aruba, als sie aufgrund von Steuerproblemen vor der dominikanischen Küste auf Grund lief. Der Schlepper Smit Salvor nahm alle 23 Besatzungsmitglieder auf und setzte sie in Santo Domingo ab. Das havarierte Schiff wurde daraufhin aufgegeben. Die Überreste der Astron liegen mittlerweile größtenteils unter Wasser in einer Tiefe von etwa 12 Metern. Das Wrack ist ein beliebtes Ziel für Sporttaucher.
In späteren Publikationen wird die Astron fälschlicherweise als russischer Frachter ausgewiesen, der mit Getreide an Bord nach Kuba fahren sollte.

## Galerie

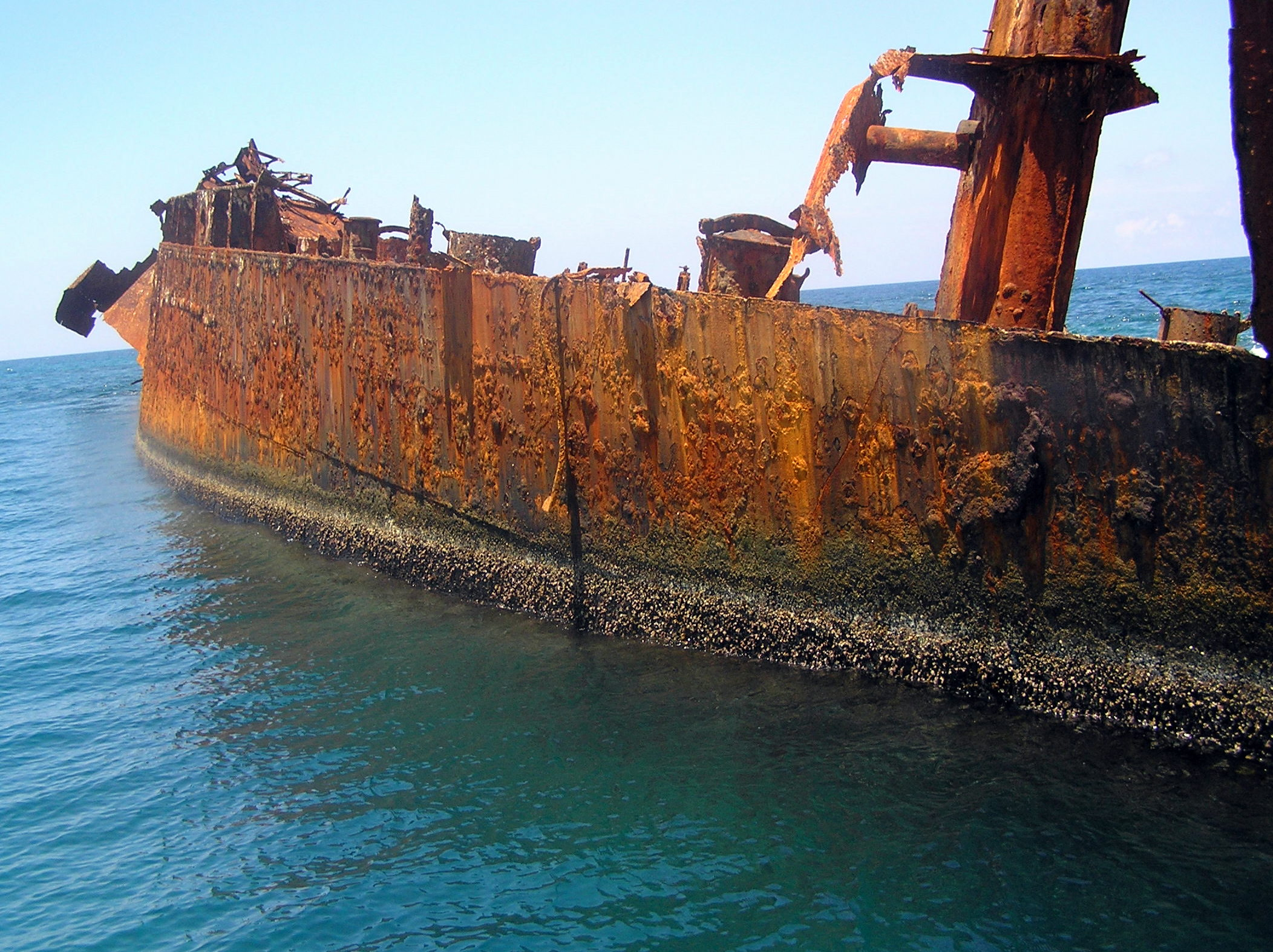
Nahaufnahme der Bugsektion im Jahr 2005
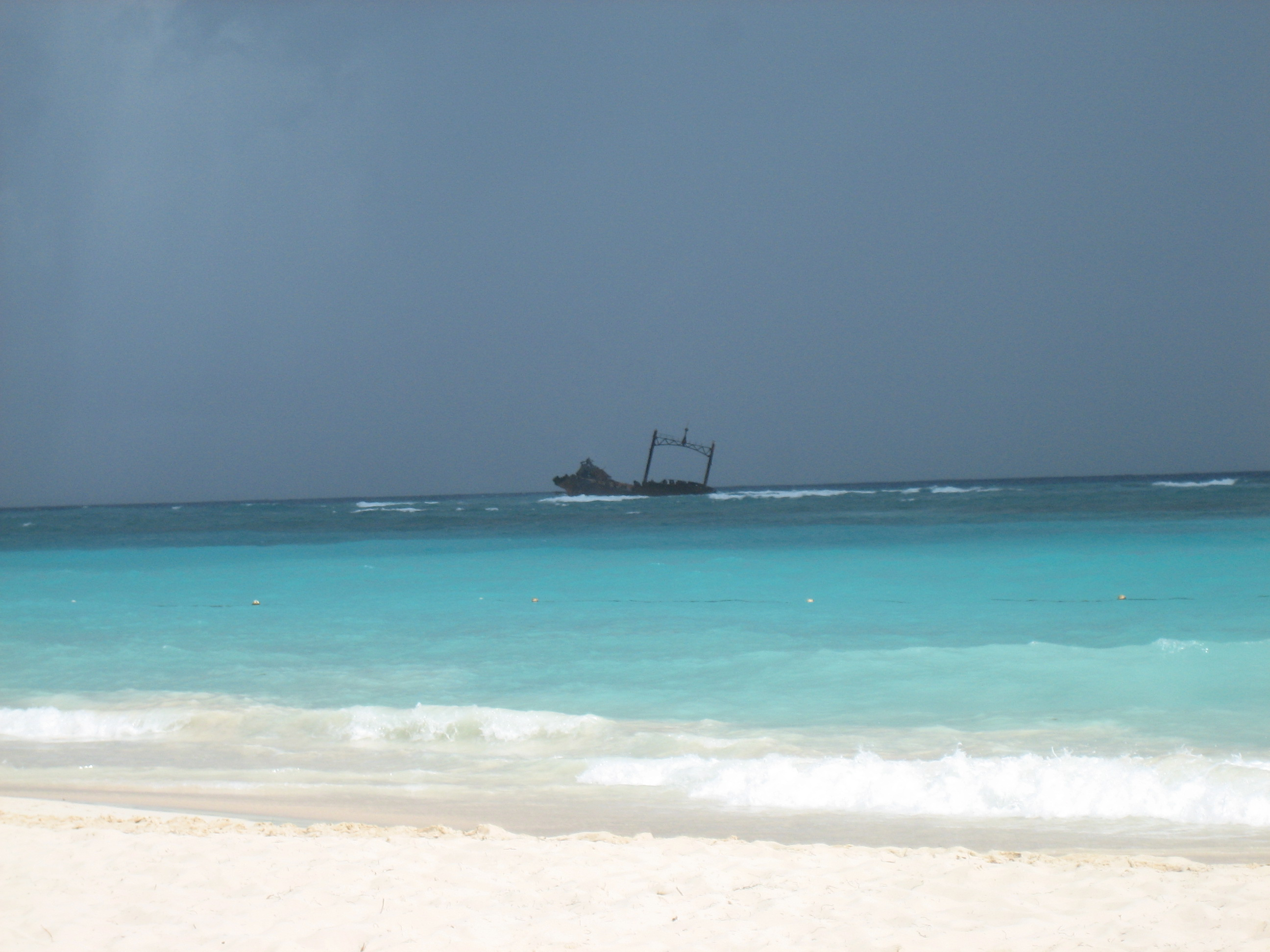
Das Wrack, von der Küste aus gesehen, im Jahr 2007
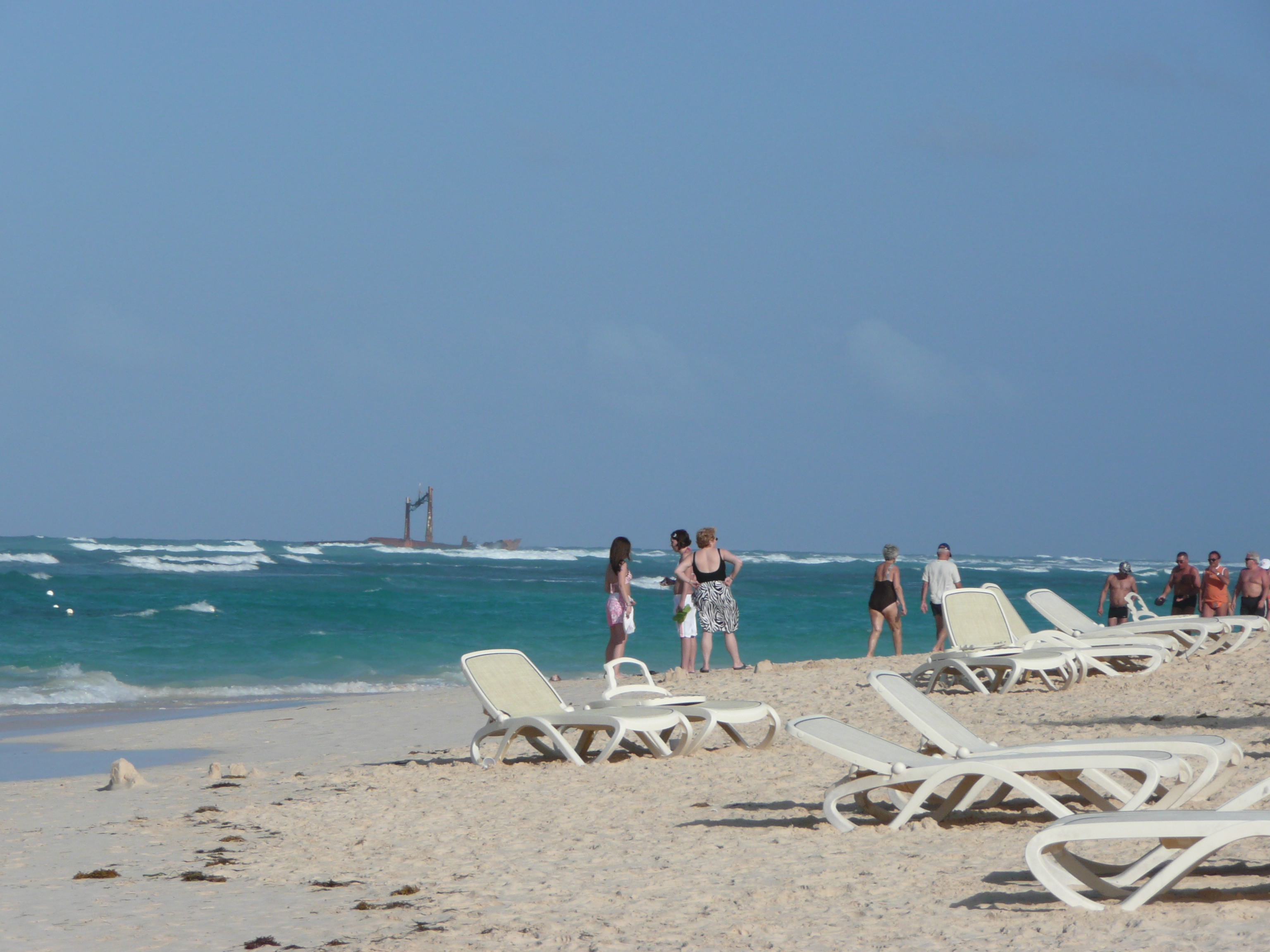
Das Wrack im Jahr 2008
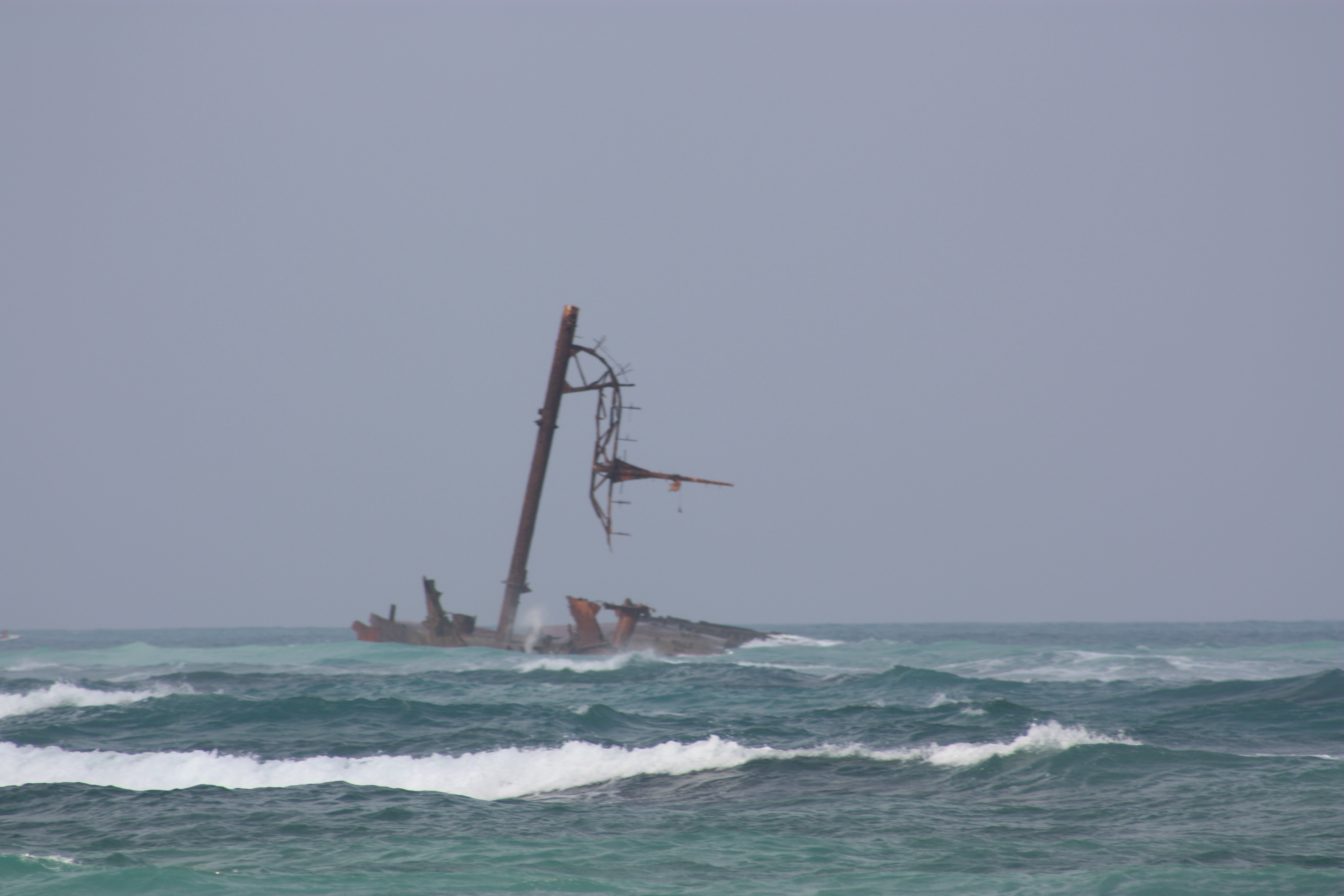
Eingestürtzte Deckaufbauten im Jahr 2010